# Kershaw
Kershaw és una població dels Estats Units a l'estat de Carolina del Sud. Segons el cens del 2000 tenia 1.645 habitants.

## Demografia
Segons el cens del 2000, Kershaw tenia 1.645 habitants, 690 habitatges i 465 famílies. La densitat de població era de 343,3 habitants/km².
Dels 690 habitatges en un 26,8% hi vivien nens de menys de 18 anys, en un 50,7% hi vivien parelles casades, en un 13% dones solteres, i en un 32,6% no eren unitats familiars. En el 30,1% dels habitatges hi vivien persones soles el 16,8% de les quals corresponia a persones de 65 anys o més que vivien soles. El nombre mitjà de persones vivint en cada habitatge era de 2,38 i el nombre mitjà de persones que vivien en cada família era de 2,95.
Per edats la població es repartia de la següent manera: un 22,5% tenia menys de 18 anys, un 8,6% entre 18 i 24, un 24,5% entre 25 i 44, un 23% de 45 a 60 i un 21,3% 65 anys o més.
L'edat mediana era de 42 anys. Per cada 100 dones de 18 o més anys hi havia 82,1 homes.
La renda mediana per habitatge era de 36.065 $ i la renda mediana per família de 41.204 $. Els homes tenien una renda mediana de 30.987 $ mentre que les dones 21.827 $. La renda per capita de la població era de 16.370 $. Entorn del 9,5% de les famílies i el 14,4% de la població estaven per davall del llindar de pobresa.

## Poblacions més properes
El següent diagrama mostra les poblacions més properes.